# Ideologia da Sociedade Industrial
A ideologia da sociedade industrial (em inglês, One-Dimensional Man: Studies in the Ideology of Advanced Industrial Society ) é  um livro publicado por Herbert Marcuse em 1964 em que o autor denuncia aspectos totalitários tanto do comunismo soviético quanto do capitalismo ocidental.
Este domínio total de ambas as sociedade passava pelo predomínio de uma razão técnica (operacional) que, alegando estar desmistificando a realidade, extinguia toda capacidade de mediação da razão em relação à realidade empírica. Assim, todo pensamento das sociedades industriais avançadas (caracterização que une, tanto o capitalismo como comunismo de sua época) seria pautado por uma imediaticidade que racionalizava o irracional. Não parecia absurdo à época, por exemplo, que o congresso estado-unidense criasse uma comissão para a liberdade que cuidaria de assuntos de guerra.
A afluência criada pela produção em massa das sociedades industriais terminaria por integrar aqueles que outrora haviam sido críticos ao sistema. A dominação e a exploração, então, também assumiam um caráter racional. O avanço científico e tecnológico nos moldes operacionais que Marcuse tanto critica através de sua compreensão dialética da realidade e do conhecimento, passariam a esconder a dominação cada vez mais totalitária destas sociedades.
A liberdade partidária e os direitos civis nos E.U.A esconderiam o fato de que a sociedade se encontrava dominada e controlada por uma irracionalidade produtiva com vistas a um consumo sem limites articulado à publicidade que por sua vez gerariam um massificação alarmante da população.
Nesta conjuntura, as organizações que se opunham ao capitalismo estariam sendo englobadas por este se vendo cada vez mais impotentes frente à eficiência do sistema capitalista.
A saída, para o autor, seria a Grande Recusa que conscientemente só poderia se desenvolver com o pensamento negativo da teoria crítica - em contraposição ao pensamento positivista e neopositivista  que predominavam na academia -, mas que praticamente já estaria sendo desenvolvido por aqueles setores marginalizados da sociedade, os párias, os desempregados, os explorados e perseguidos de outras raças e outras cores, os não-empregáveis (MARCUSE, 1969, p. 235).
A teoria crítica também não seria capaz de delinear os traços da sociedade futura, apenas negar um domínio que se fazia total. Marcuse, no entanto, propunha que deveria se criar uma nova ciência e uma nova técnica que não lançasse um olhar para a natureza tanto quanto para o homem como sendo estes meros objetos.